# Langsdorffia hypogaea
Langsdorffia hypogaea är en tvåhjärtbladig växtart som beskrevs av Carl Friedrich Philipp von Martius. Langsdorffia hypogaea ingår i släktet Langsdorffia och familjen Balanophoraceae. Inga underarter finns listade i Catalogue of Life.

## Bildgalleri

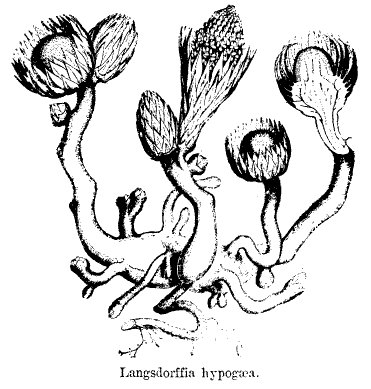
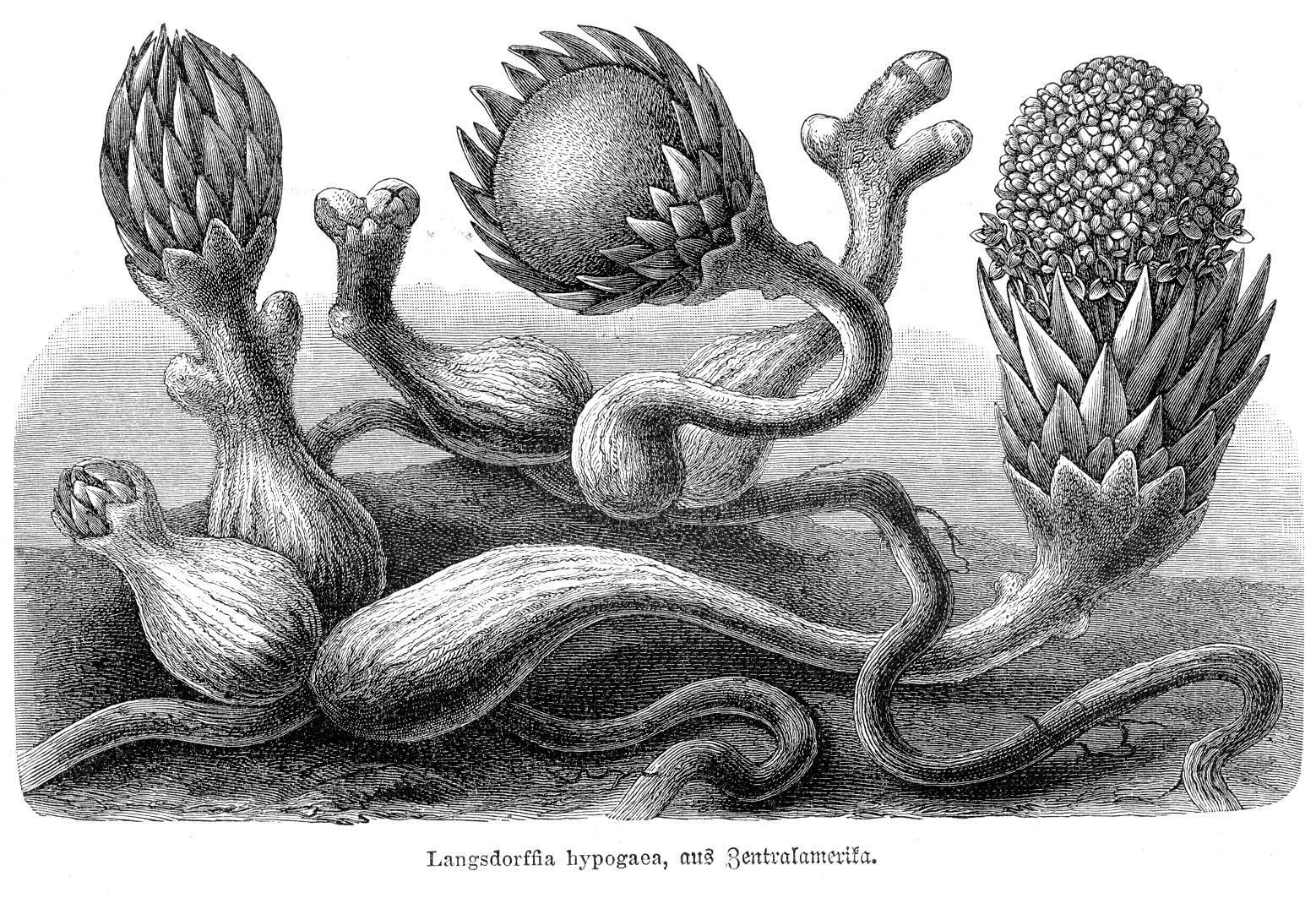